# Dennis Janssen
Dennis Janssen (Nijmegen, 14 september 1992) is een Nederlands voetballer die als middenvelder speelt. Hij is een zoon van oud-voetballer Frans Janssen.
Janssen kwam in 2011 vanuit de Voetbal Academie N.E.C./FC Oss bij het eerste team van FC Oss, later TOP Oss, waar hij debuteerde in het profvoetbal. Voor de club speelde hij meer dan 200 wedstrijden in de Eerste divisie. Vanaf het seizoen 2019/20 speelt hij voor De Treffers in de Tweede divisie. Daar kwam hij in zijn tweede seizoen niet meer aan bod en eind 2020 werd zijn contract ontbonden. Medio 2021 ging hij naar Hoofdklasser UDI '19. In 2023 ging hij naar Achilles '29.